# 薩鎮冰臨時內閣
薩鎮冰臨時內閣是第一次靳雲鵬內閣倒台後由薩鎮冰代理國務總理組成的臨時內閣，成立於民國9年（1920年）5月14日，結束於同年8月9日。
靳雲鵬告假後，由海軍總長薩鎮冰代理國務總理，內閣成員基本為原來靳雲鵬的人馬繼續擔任，到7月底直皖戰爭結束，皖系在戰爭中被直系打敗，安福系的勢力被消滅，而內閣中的安福系成員李思浩、曾毓雋、朱深等紛紛畏罪潛逃，內閣徹底瓦解。而靳雲鵬也在7月24日正式辭職，不久後靳組成他的第二次內閣，薩鎮冰的代理任期也因而結束。

## 內閣成員
| 職位         | 姓名   | 備注 |
| ------------ | ------ | ---- |
| 代理國務總理 | 薩鎮冰 | 兼任 |
| 外交總長     | 陸徵祥 |      |
| 內務總長     | 田文烈 | 兼任 |
| 財政總長     | 李思浩 |      |
| 陸軍總長     | 羅開榜 |      |
| 海軍總長     | 薩鎮冰 |      |
| 司法總長     | 朱深   |      |
| 教育總長     | 傅嶽棻 |      |
| 農商總長     | 田文烈 |      |
| 交通總長     | 曾毓雋 |      |